# Dendropanax crassifolius
Dendropanax crassifolius är en araliaväxtart som beskrevs av Yun Fei Deng och H.Peng. Dendropanax crassifolius ingår i släktet Dendropanax och familjen Araliaceae. Inga underarter finns listade.